# Sergej Fokin
Sergej Aleksandrovič Fokin (in russo Сергей Александрович Фокин?; Ul'janovsk, 26 luglio 1961) è un ex calciatore russo, fino al 1991 sovietico.

## Carriera

### Club
Cresciuto nelle giovanili dell'Alga Frunze, iniziò la propria carriera nel 1984 indossando la maglia del CSKA Mosca. Dopo aver vinto l'ultima edizione del campionato sovietico nel 1991 e una coppa nazionale in quella stessa stagione, Fokin si trasferì in Germania all'Eintracht Braunschweig dove militò fino al ritiro dal calcio giocato, avvenuto nel 2000.

### Nazionale
Conta tre presenze in nazionale sovietica tra il 1989 e il 1990, prendendo parte alla rosa che partecipò al campionato del mondo 1990 da riserva. Precedentemente era stato selezionato per la nazionale che vinse la medaglia d'oro alle Olimpiadi di Seoul del 1988. Esordisce in Nazionale il 23 agosto 1989 contro la Polonia (1-1): curiosamente, con Fokin in campo, l'URSS non ha mai vinto (un pareggio e due sconfitte).

## Statistiche

### Presenze e reti nei club[1]
| Stagione  | Squadra                | Campionato | Campionato | Campionato |
| Stagione  | Squadra                | Comp       | Pres       | Reti       |
| --------- | ---------------------- | ---------- | ---------- | ---------- |
| 1984      | CSKA Mosca             | VL         | 23         | -          |
| 1985      | CSKA Mosca             | PL         | 36         | -          |
| 1986      | CSKA Mosca             | PL         | -          | -          |
| 1987      | CSKA Mosca             | VL         | 39         | 2          |
| 1988      | CSKA Mosca             | PL         | 29         | 3          |
| 1989      | CSKA Mosca             | PL         | 23         | 3          |
| 1990      | CSKA Mosca             | VL         | 21         | 1          |
| 1991      | CSKA Mosca             | VL         | 25         | 1          |
| 1992      | CSKA Mosca             | VL         | 10         | 1          |
| 1992-2000 | Eintracht Braunschweig | -          | -          | -          |

### Cronologia presenze e reti in Nazionale
| Cronologia completa delle presenze e delle reti in nazionale ― Unione Sovietica | Cronologia completa delle presenze e delle reti in nazionale ― Unione Sovietica | Cronologia completa delle presenze e delle reti in nazionale ― Unione Sovietica | Cronologia completa delle presenze e delle reti in nazionale ― Unione Sovietica | Cronologia completa delle presenze e delle reti in nazionale ― Unione Sovietica | Cronologia completa delle presenze e delle reti in nazionale ― Unione Sovietica | Cronologia completa delle presenze e delle reti in nazionale ― Unione Sovietica | Cronologia completa delle presenze e delle reti in nazionale ― Unione Sovietica |
| Data                                                                            | Città                                                                           | In casa                                                                         | Risultato                                                                       | Ospiti                                                                          | Competizione                                                                    | Reti                                                                            | Note                                                                            |
| ------------------------------------------------------------------------------- | ------------------------------------------------------------------------------- | ------------------------------------------------------------------------------- | ------------------------------------------------------------------------------- | ------------------------------------------------------------------------------- | ------------------------------------------------------------------------------- | ------------------------------------------------------------------------------- | ------------------------------------------------------------------------------- |
| 23-8-1989                                                                       | Lubin                                                                           | Polonia                                                                         | 1 – 1                                                                           | Unione Sovietica                                                                | Amichevole                                                                      | -                                                                               | 28’                                                                             |
| 25-4-1990                                                                       | Dublino                                                                         | Irlanda                                                                         | 1 – 1                                                                           | Unione Sovietica                                                                | Amichevole                                                                      | -                                                                               |                                                                                 |
| 16-5-1990                                                                       | Ramat Gan                                                                       | Israele                                                                         | 3 – 2                                                                           | Unione Sovietica                                                                | Amichevole                                                                      | -                                                                               | 76’                                                                             |
| Totale                                                                          |                                                                                 | Presenze                                                                        | 3                                                                               |                                                                                 | Reti                                                                            | 0                                                                               |                                                                                 |

## Palmarès

### Club
- Campionato sovietico: 1

CSKA Mosca: 1991
- Coppa dell'URSS: 1

CSKA Mosca: 1990-1991

### Nazionale
- Oro olimpico: 1

Seul 1988